# Pere Mayor
Pour les articles homonymes, voir Mayor.
Pere Mayor i Penadés, né à Ontinyent en 1959, est un homme politique de la Communauté valencienne, en Espagne.

## Biographie
Il est diplômé en histoire et géographie de l'université de Valence, où il crée des liens avec les milieux valencianistes.
Secrétaire général du parti nationaliste Unitat del Poble Valencià (UPV) à partir de 1982, il obtient un siège de député aux Parlement valencien aux élections autonomiques de 1987, au sein de la coalition formée par son parti d'origine et Gauche unie du Pays valencien (EUPV). Cependant, peu après la formation de l'assemblée, les deux députés nationalistes élus (Mayor lui-même et Aureli Ferrando Muria, candidat pour la circonscription de Castellón) abandonnent le groupe parlementaire d'EUPV pour rejoindre le groupe mixte. Aux élections suivantes comptant avec une candidature de Mayor, UPV n'obtient plus de représentation.
Il est adjoint au maire d'Ontinyent et conseiller de la communauté de communes (en valencien Mancomunitat de Municipis) de la Vall d'Albaida de 1991 à 1995.
Mayor est élu président du Bloc nationaliste valencien à la constitution de ce dernier en 2000. En 2003, les mauvais résultats de la formation le contraignent à la démission.
Depuis 2010, il préside la Fondation valencianiste et démocrate Josep Lluís Blasco (Fundació Valencianista i Demòcrata Josep Lluís Blasco).